# Zračna luka Mejametalana
Zračna luka Mejametalana (IATA: nema – ICAO: FXMU) je vojna zračna luka u gradu Maseru, prijestolnici Lesota. Prije je služila kao glavna zračna luka u zemlji, ali nakon što se sav putnički transport preselio u međunarodnu zračnu luku Moshoeshoe I, Mejametalana služi u vojne svrhe.
Mejametalana se nalazi na visini od 1.511 m te ima jednu dugu asfaltiranu pistu te jednu kratku pistu koju čini travnati teren.